# Ein Abend mit Georg Thomalla
Ein Abend mit Georg Thomalla ist eine Comedy-Fernsehreihe der ARD, die in den Jahren 1982 bis 1985 ausgestrahlt wurde. Der Komiker und Schauspieler Georg Thomalla schlüpft in sieben kurzen Komödien in verschiedene Rollen.

## Handlung
In dieser Episodenreihe mit in sich abgeschlossenen Geschichten spielt Georg Thomalla sieben verschiedene Rollen. Beispielsweise gibt er den Antiquitätenhändler Peter Winter, der lieber Schauspieler und Autor wäre oder er gerät als Ehemann und Vorgesetzter in so manche Misslichkeit und komische Situation.
Die Nebenrollen waren wechselnd besetzt.

## Hintergrund
Wie schon in der Fernsehreihe Komische Geschichten mit Georg Thomalla aus den Jahren 1961 bis 1971 glänzt Georg Thomalla wieder in verschiedenen Boulevardkomödien. Erneut gibt er auch die dort eingeführte Rolle des Tommi. Während die Drehbücher der Vorgängerreihe meist britischen Ursprung hatten, lieferten nun auch namhafte deutsche Autoren wie Curth Flatow und Kurt Rittig die Vorlagen.

## Schauspieler
Gastrollen hatten unter anderen Corinna Genest, Andrea L’Arronge, Beatrice Richter, Ernst Fritz Fürbringer, Sonja Ziemann, Christian Ebel, Doris Gallart, Evelyn Opela, Til Erwig, Ute Willing und Hans-Jürgen Bäumler.

## Episoden
| Folge | Titel                                  | Erstausstrahlung   |
| ----- | -------------------------------------- | ------------------ |
| 1     | Der Boxeraufstand                      | 14. September 1982 |
| 2     | Ein langes Wochenende                  | 12. Oktober 1982   |
| 3     | Das Bett                               | 16. November 1982  |
| 4     | Kein Mann zum Heiraten                 | 28. Dezember 1982  |
| 5     | Eheübungen oder Der fröhliche Feigling | 18. Januar 1983    |
| 6     | Lass uns tanzen                        | 15. Februar 1983   |
| 7     | Der Ring des lieben Jungen             | 14. Februar 1985   |

## DVD-Veröffentlichung
Die Serie wurde am 2. Januar 2015 in einer Komplettbox mit allen 7 Folgen von Pidax veröffentlicht.